# Suriname op de Olympische Zomerspelen 1960
Suriname nam deel aan de Olympische Zomerspelen 1960 in Rome (Italië).
In 1959 werd het niet veel eerder opgerichte Surinaams Olympisch Comité (SOC) erkend door het Internationaal Olympisch Comité en in 1960 zou Suriname, dat toen nog niet onafhankelijk was, voor het eerst aan de Olympische Spelen deelnemen.
Oorspronkelijk zag het ernaar uit dat zowel de atleet Wim Esajas als het Surinaamse basketbalteam naar Rome zouden gaan. Omdat het basketbalteam zich niet kwalificeerde ging alleen Esajas die op de 800 meter hardlopen zou uitkomen. Door een fout van Fred Glans, de secretaris-generaal van het SOC, verscheen hij niet bij de start zodat namens Suriname bij de eerste keer dat ze zich inschreven voor Olympische deelname geen enkele Surinaamse sporter actief aan de wedstrijden zou deelnemen.

## Deelnemers & Resultaten
(m) = mannen, (v) = vrouwen 
| Sport    | Olympiër   | Discipline | Resultaat | Prestatie                      |
| -------- | ---------- | ---------- | --------- | ------------------------------ |
| Atletiek | Wim Esajas | 800m (m)   | -         | (niet aan de start verschenen) |

Afghanistan · Argentinië · Australië · Bahama's · België · Bermuda · Birma · Brazilië · Brits-Guiana · Bulgarije · Canada · Ceylon · Chili · Colombia · Cuba · Denemarken · Duits eenheidsteam · Ethiopië · Fiji · Filipijnen · Finland · Frankrijk · Ghana · Griekenland · Groot-Brittannië · Haïti · Hongarije · Hongkong · Ierland · IJsland · India · Indonesië · Irak · Iran · Israël · Italië · Japan · Joegoslavië · Kenia · Libanon · Liberia · Liechtenstein · Luxemburg · Malakka · Malta · Marokko · Mexico · Monaco · Nederland · Nederlandse Antillen · Nieuw-Zeeland · Nigeria · Noorwegen · Oeganda · Oostenrijk · Pakistan · Panama · Peru · Polen · Portugal · Puerto Rico · Roemenië · San Marino · Singapore · Soedan · Sovjet-Unie · Spanje · Suriname · Taiwan · Thailand · Tsjecho-Slowakije · Tunesië · Turkije · Uruguay · Venezuela · Verenigde Arabische Republiek · Verenigde Staten · Vietnam · West-Indische Federatie · Zuid-Afrika · Zuid-Korea · Zuid-Rhodesië · Zweden · Zwitserland